# 요한네스 팅네스 뵈
요한네스 팅네스 뵈(노르웨이어: Johannes Thingnes Bø, 1993년 5월 16일~)는 노르웨이의 바이애슬론 선수이다. 올림픽에 3회 참가하여 금메달 5개, 은메달 2개, 동메달 1개를 획득하였으며 세계 선수권 대회에서 금메달 20개를 포함하여 메달 38개를 획득했다. 또한 바이애슬론 월드컵에서 개인종합 우승 4회를 차지하였으며 역대 최연소 월드컵 종합 우승 기록(20세 212일), 단일 세계 선수권 대회 최다 메달 획득 기록(2023, 7개)을 보유하고 있다.
형인 타리에이 뵈도 올림픽에서 금메달 3개를 획득한 바이애슬론 선수이다.